# Sợi trục
Một sợi trục (tiếng Anh: Axon - bắt nguồn từ tiếng Hy Lạp ἄξων áxōn, axis), là một sự mở rộng dài và mỏng của một tế bào thần kinh, hay nơron, có đặc trưng dẫn xung điện ra khỏi thân tế bào của nơron. Các sợi trục còn được gọi là các sợi thần kinh. Chức năng của sợi trục là truyền thông tin đến các nơron, cơ và các tuyến khác nhau. Trong các nơron giác quan cụ thể (các nơron đơn cực giả), ví dụ như các nơron dùng cho xúc giác và cảm giác ấm, xung điện truyền dọc theo một sợi trục từ ngoại biên đến thân tế bào, và từ thân tế bào đến tủy sống dọc theo một nhánh khác của cùng một sợi trục. Sự rối loạn chức năng của sợi trục đã gây ra nhiều chứng rối loạn thần kinh di truyền và không di truyền mà có thể ảnh hưởng đến cả phần ngoại biên và trung tâm của các Nơron. Các sợi thần kinh được chia thành ba loại – các sợi delta A, các sợi B, và các sợi C. Sợi A và B được bao quanh bởi Myelin và sợi C không được Myelin bao quanh.
Một sợi trục là một trong hai loại nguyên sinh nhô ra từ thân tế bào của một nơron; loại còn lại là một sợi nhánh. Các sợi trục được phân biệt với các sợi nhánh thông qua một số đặc trưng, bao gồm hình dạng (các sợi nhánh thường thon hơn trong khi các sợi trục thường xuyên duy trì một bán kính không đổi), độ dài (các sợi nhánh được giới hạn trong một vùng nhỏ xung quanh thân tế bào trong khi các sợi trục có thể dài ra nhiều hơn), và chức năng (các sợi nhánh tiếp nhận các tín hiệu trong khi các sợi trục truyền chúng đi). Một số loại nơ-ron không có sợi trục và truyền tín hiệu từ sợi nhánh. Ở một số loài, sợi trục có thể phát sinh từ sợi nhánh và những sợi nhánh này được gọi là sợi nhánh mang sợi trục. Không có nơ-ron nào có nhiều hơn một sợi trục; tuy nhiên ở các loài không xương sống như côn trùng hay đỉa sợi trục đôi khi bao gồm nhiều vùng hoạt động ít nhiều độc lập với nhau.